# Ànit (mitologia)

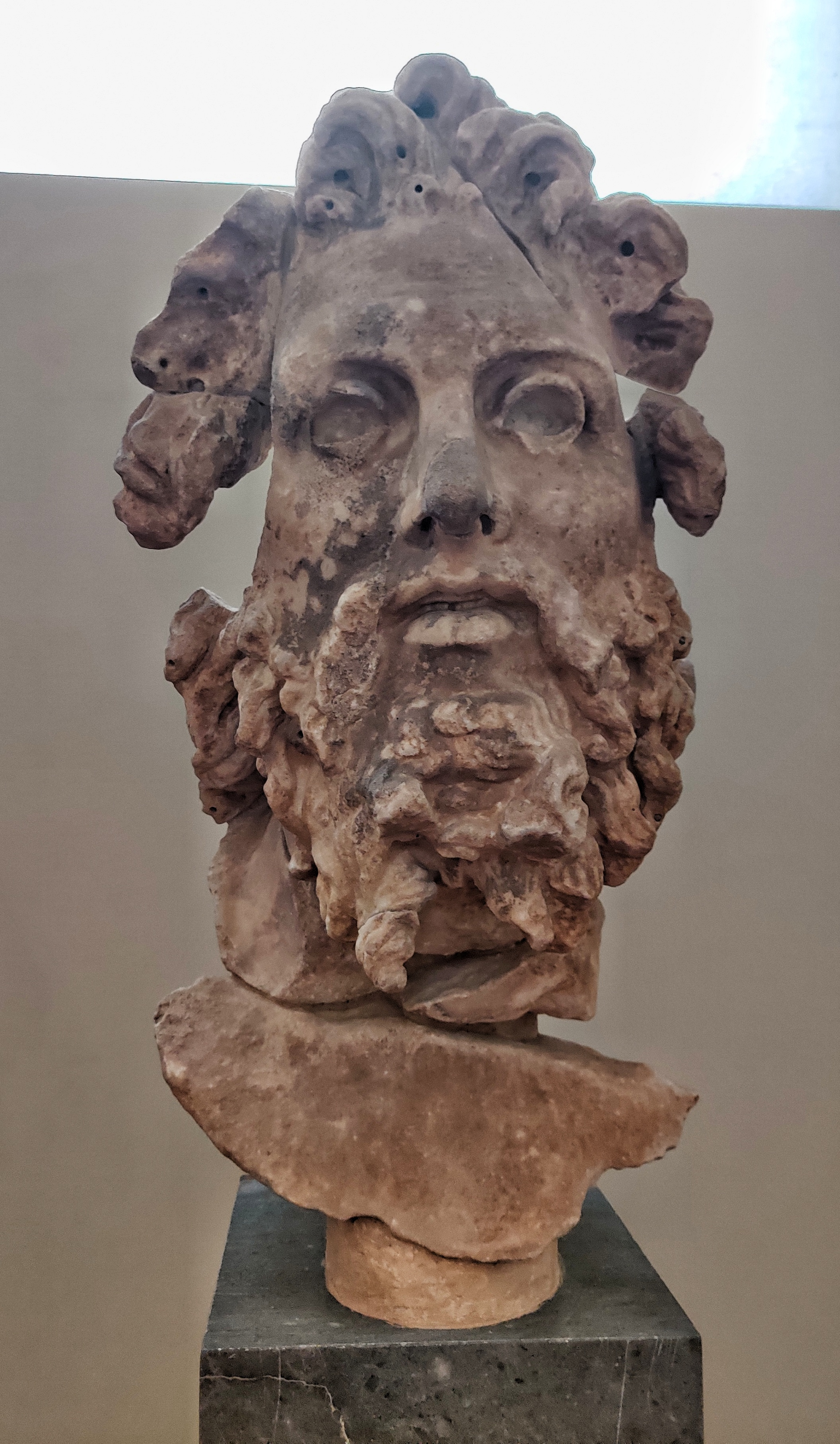
Cap del tità Ànit, del Temple de Despina de Licosura a Arcàdia. Museu Arqueològic Nacional, Atenes

Ànit (grec antic: Ἄνυτος, Ánytos) va ser un dels titans de la mitologia grega, només esmentat per Pausànias quan transcriu una llegenda arcàdia. Tot i que l'autor el denomina com un dels «titans», no indica qui n'eren els progenitors, i a més l'associa implícitament amb els curets, que també estaven representats en el santuari.
Pausànias diu que des d'Acacèsion dista quatre estadis el santuari de Despina. «Al costat de la imatge de Despina hi ha Ànit amb la figura d'un home armat. Diuen els dels voltants del santuari que Ànit va criar Despina, i és un dels anomenats titans. El primer que va introduir en la poesia els Titans va ser Homer, que diu que eren déus de l'anomenat Tàrtar, i els versos es troben en un jurament d'Hera. D'Homer va prendre Onomàcrit el nom dels titans i va compondre una festa de misteris per a Dionís, i va fer dels titans els causants dels sofriments de Dionís. Aquesta és la llegenda d'Ànit que expliquen els arcadis».

## L'Ànit de Licosura (NAMA 1736)
El culte a Ànit era important a Licosura, llar del Temple de Despina, un temple dedicat al panteó ctònic format per Àrtemis, Demèter i Despina.
Ara conservat al Museu Arqueològic Nacional d'Atenes, va ser descobert en unes excavacions l'estiu del 1889.
El bust, que fa 74 cm, juntament amb el bust d'Àrtemis i Demèter, el tallà l'artista Damofont l'any 180 aC. Es considera un acròlit, un compost de molts materials diferents amb el cap i les extremitats de marbre local, mentre que el cos és de fusta.
Tot basant-se en les descripcions de l'historiador Pausànias a la seva obra Descripció de Grècia, escrit al segle ii, l'estàtua d'Àrtemis seria al costat de la de Demèter, mentre que Ànit es trobaria al costat de la de Despina, vestida de guerrera. L'estàtua és la més fragmentada de les del panteó, però es van trobar fragments de l'abillament del tità, a més de fragments dels membres. Les restes formen part des de llavors de l'exposició del Museu Arqueològic Nacional, amb la denominació NAMA 1736.

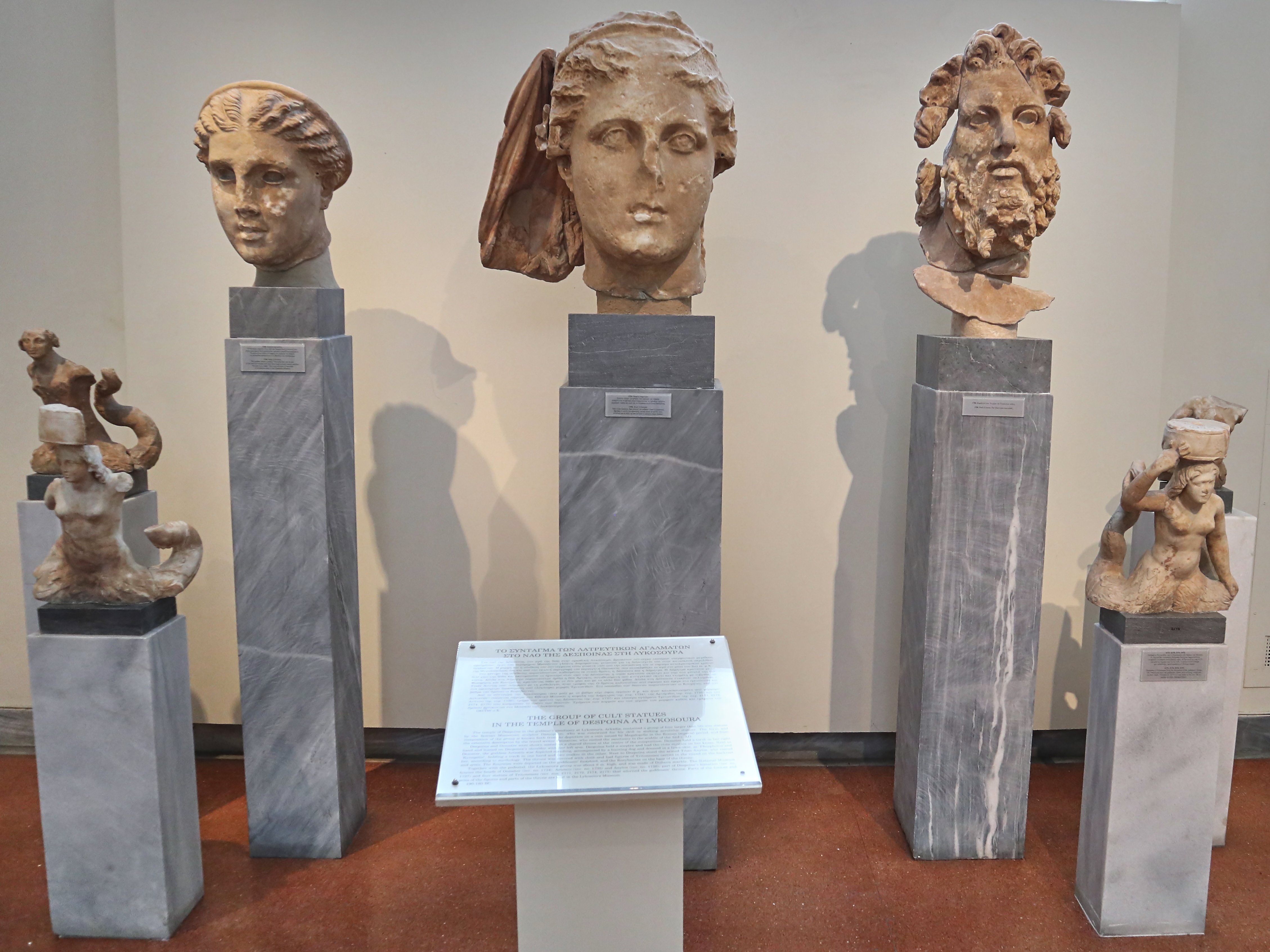
El panteó exposat a Atenes el 2018